# Mario Rizzetto
Mario Rizzetto (* 4. Juni 1945 in Padua) ist ein italienischer Mediziner, Professor für Gastroenterologie an der Universität Turin.
Er entdeckte 1977 – damals am Mauriziano-Umberto-I-Hospital in Turin –  in Patienten mit chronischer Hepatitis B das Hepatitis-D-Virus.
1985 erhielt er mit R. Palmer Beasley den König-Faisal-Preis in Medizin und  1987 erhielt er den Robert-Koch-Preis (zur Hälfte, die andere Hälfte erhielten Rudolf Rott und John James Skehel).

## Schriften
- mit John L. Gerin, Robert H. Purcell (Herausgeber): The Hepatitis Delta Virus. Wiley-Liss, New York 1991

| Personendaten    | Personendaten                                                                     |
| ---------------- | --------------------------------------------------------------------------------- |
| NAME             | Rizzetto, Mario                                                                   |
| KURZBESCHREIBUNG | italienischer Mediziner, Professor für Gastroenterologie an der Universität Turin |
| GEBURTSDATUM     | 4. Juni 1945                                                                      |
| GEBURTSORT       | Padua                                                                             |